# Konrad Wallenrod (powieść poetycka)

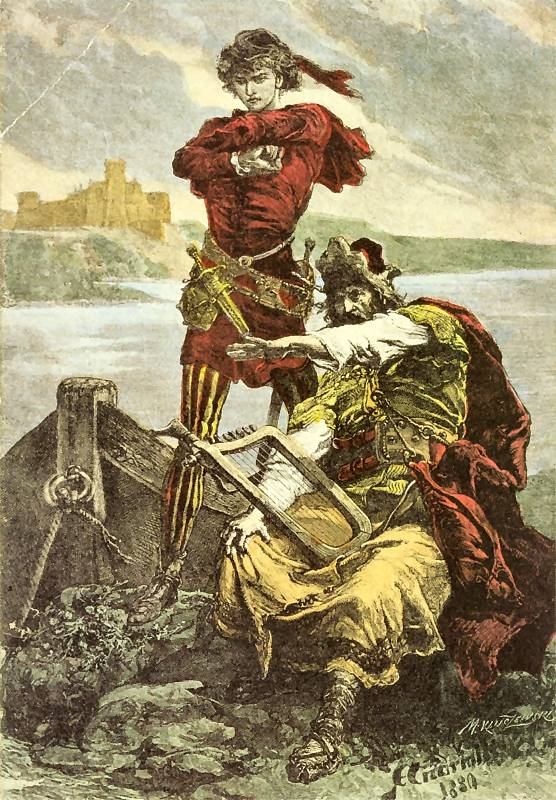
Alf i Halban, ilustracja Michała Elwiro Andriollego do Konrada Wallenroda Adama Mickiewicza

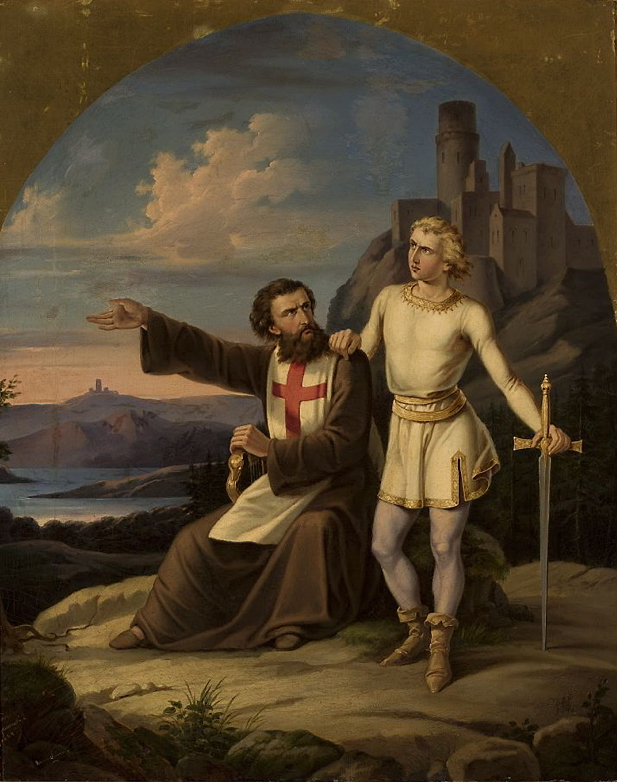
Obraz Władysława Majeranowskiego 1844

Konrad Wallenrod, powieść historyczna z dziejów litewskich i pruskich – powieść poetycka napisana przez Adama Mickiewicza na zsyłce w Moskwie, prawdopodobnie między rokiem 1825 a 1828, wydana zaś w lutym 1828 przez drukarnię Karola Kraya; uważana za jeden z najbardziej znanych poematów polskiego romantyzmu. Oryginał wysłany z Moskwy został ocenzurowany przez rosyjskiego cenzora Bazylego Anastasewicza. Mickiewicz musiał usunąć wers Tyś niewolnik, jedyna broń niewolników jest zdrada, a w drugim wydaniu po wprowadzeniu zmian w przedmowie car Mikołaj I nazywany jest przez poetę Ojcem tylu ludów.

## Informacje ogólne
Ponieważ autor wykorzystał w dziele tzw. historyzm maski, rozgrywająca się w średniowieczu akcja w istocie porusza jednak problemy patriotyczne Polski XIX wieku. Za pierwowzór literackiego Konrada Wallenroda posłużyła autentyczna postać żyjącego w XIV wieku wielkiego mistrza krzyżackiego Konrada von Wallenrode, który jednak nie był litewskim agentem we władzach zakonu.

## Motto
Od tytułu powieści wywodzi się termin wallenrodyzm, określający nową postawę etyczno-moralną polskich ruchów narodowowyzwoleńczych mających podłoże w doktrynie Niccolò Machiavellego:

Dovete adunique sapere, come sono due generazioni da combattere... bisogna essere volpe e leone.

Co można tłumaczyć jako:

Macie bowiem wiedzieć, że są dwa sposoby walczenia… trzeba być lisem i lwem.

Rolę drugiego motta pełni w powieści cytat Friedricha Schillera umieszczony w Przedmowie, który nadaje doniosłą rolę zgłębianiu przez poezję zapomnianej przeszłości, utrwalanej − jak się okazuje w toku powieści − w tradycji i pieśni gminnej:

Was unsterblich im Gesang soll leben, muss im Leben untergehen.

Co można tłumaczyć jako:

Co ma ożyć w pieśni, zaginąć powinno w rzeczywistości.

## Wpływ i inspiracje
Mickiewicz, pisząc Konrada Wallenroda, wzorował się na modnej w okresie romantyzmu prozie historycznej Waltera Scotta, eposach Torquata Tassa oraz Pieśni Osjana Jamesa Macphersona. Historycznym pierwowzorem Konrada Wallenroda był pruski dowódca Herkus Monte, który w młodości był w krzyżackiej niewoli, a w 1260 stanął na czele pruskiego powstania przeciwko zakonowi. Postać nawiązuje również do Litwina Alfa.
Konrad Wallenrod dwukrotnie był adaptowany na potrzeby opery. Pierwszy raz jako I Lituani w 1874 roku przez włoskiego kompozytora Amilcare Ponchiellego i jako Konrad Wallenrod w 1885 roku przez Władysława Żeleńskiego. Przyjęło się uważać, że poematem Mickiewicza mógł inspirować się  Fryderyk Chopin, pisząc swoją Balladę g-moll.